# Genealogia de la dinastia de Bragança
La genealogia de la dinastia de Bragança de Portugal és la següent:
```
Joan I
 (1357-1433), rei de Portugal (
Dinastia Avís
)
& Agnès Pires
│
└─>
Alfons I
 (1377-1461), 
duc de Bragança

X 1) Beatriu Perei ra de Alvim (Barcelos) (+1420)
X 2) Constança de Noronha (Gijón) (+1480) sp
│
├1>Alfons de Bragança (1400-1460), 4t comte d'Ourém, primer marquès de Valença
│ & Brites de Sousa
│ │
│ └─>
descendència
 : els 
de Portugal
, comtes de Vimioso
│
├1>Isabel (1402-1465)
│ X 
Joan
, infant de Portugal (1400-1442), tercer 
conestable de Portugal
 (el seu oncle)
│
└1>
Ferran I
 (1403-1478), duc de Bragança 
X Joana de Castro (+1479)
│
├─>
Ferran II
 (1430-1483), duc de Bragança 
│ X Isabel de Portugal (1459-1521)
│ │
│ ├─>Felip (1475-1483), duc de Guimarães
│ │
│ ├─>
Jaume I
 (1479-1532), duc de Bragança 
│ │ X 1) Eleonor de Mendoça (Medina Sidonia) (+ 1512) 
│ │ X 2) Joana de Mendoça (+1580) 
│ │ │
│ │ ├1>
Teodosi I
 (abans de 1512-1563), duc de Bragança 
│ │ │ X 1) Isabel de Lancaster (Bragança) (1514-1558)
│ │ │ X 2) Beatriu de Lancaster (Coimbra-Aveiro)
│ │ │ │
│ │ │ └1>
Joan I
 (abans de 1547-1583), duc de Bragança 
│ │ │ x 
Catherine
, infanta del Portugal (1540-1614)
│ │ │ │
│ │ │ ├─>
Teodosi II
 (1568-1630), duc de Bragança 
│ │ │ │ X Anna de Velasco (Frias) (morta el 1607)
│ │ │ │ │
│ │ │ │ └─>
Joan IV
 (1604-1656), duc de Bragança (Joan II), després rei de Portugal
│ │ │ │ X Lluïsa de Guzmán (Medina Sidonia), reina regent
│ │ │ │ │
│ │ │ │ ├─>Teodosi III (1634-1653), primer príncep del Brasil, duc de Bragança 
│ │ │ │ │
│ │ │ │ ├─>
Caterina, infanta del Portugal
 (1638-1705)
│ │ │ │ │ X 
Carles II d'Anglaterra
 (1630-1685)
│ │ │ │ │
│ │ │ │ ├─>
Alfons VI
 (1643-1683), rei de Portugal
│ │ │ │ │ X 
Maria-Francesca-Elisabet de Savoia-Nemours
 (1646-1683)
│ │ │ │ │ 
│ │ │ │ └─>
Pere II
 (1648-1706), rei del Portugal
│ │ │ │ X 1) 
Maria-Francesca-Elisabet de Savoia, duquessa de Nemours
 (1646-1683)
│ │ │ │ X 2) 
Maria Sofia del Palatinat-Neubourg
 (1666-1699)
│ │ │ │ │
│ │ │ │ ├2>Joan (1688-1688), príncep del Brasil, duc de Bragança 
│ │ │ │ │
│ │ │ │ ├2>
Joan V
 (1689-1750), rei de Portugal
│ │ │ │ │ X 
Maria Anna d'Habsburg, arxiduquessa d'Àustria (1683-1754)

│ │ │ │ │ │
│ │ │ │ │ ├─>Pere (1712-1714), príncep del Brasil, duc de Bragança 
│ │ │ │ │ │
│ │ │ │ │ ├─>Maria Barbara de Bragança, infanta de Portugal (1711-1758) 
│ │ │ │ │ │ X 
Ferran VI
 rei d'Espanya (1713-1759)
│ │ │ │ │ │
│ │ │ │ │ ├─>
Josep I
 (1714-1777), rei de Portugal
│ │ │ │ │ │ X Maria Anna Victòria de Borbó, infanta d'Espanya (1718-1781)
│ │ │ │ │ │ │
│ │ │ │ │ │ ├─>
Maria I
 (1734-1816), reina de Portugal
│ │ │ │ │ │ │ X 
Pere III
 (1717-1786), infant de Portugal després rei consort de Portugal (el seu oncle)
│ │ │ │ │ │ │
│ │ │ │ │ │ └─>Maria Benedicte (1746-1829), Infanta de Portugal
│ │ │ │ │ │ X Josep (1761-1788), príncep del Brasil, duc de Bragança (són nebot)
│ │ │ │ │ │
│ │ │ │ │ └─>
Pere III
 (1717-1786), infant de Portugal després rei consort de Portugal
│ │ │ │ │ X 
Maria I de Portugal
 (1734-1816), reina de Portugal (sa nièce) 
│ │ │ │ │ │
│ │ │ │ │ ├─>Josep (1761-1788), príncep del Brasil, duc de Bragança 
│ │ │ │ │ │ X Maria Benedicta (1746-1829), Infanta de Portugal (la seva tia) 
│ │ │ │ │ │
│ │ │ │ │ ├─>
Joan VI
 (1767-1826), príncep del Brasil, rei del Regne Unit de Portugal, Brasil i els Algarves, després rei de Portugal, emperador honorari del Brasil
│ │ │ │ │ │ X Carlota-Joaquima de Borbó, infanta d'Espanya (1775-1830)
│ │ │ │ │ │ │
│ │ │ │ │ │ ├─>
Pere IV
 (1798-1834), rei de Portugal, emperador del Brasil (Pere I)
│ │ │ │ │ │ │ X 1) 
Maria Léopoldina d'Habsburg, arxiduquessa d'Àustria
 (1797-1826)
│ │ │ │ │ │ │ X 2) 
Amàlia de Beauharnais
 (1812-1873)
│ │ │ │ │ │ │ │
│ │ │ │ │ │ │ ├1>
Maria II
 (1819-1853), infanta de Portugal, princesa del Brasil, princesa de Grão-Pará, rei na de Portugal
│ │ │ │ │ │ │ │ X 1) 
August de Beauharnais
 (1810-1835), duc de Leuchtemberg, duc de Santa Cruz 
│ │ │ │ │ │ │ │ X 2) 
Ferran II, príncep de Saxònia-Cobourg-Gotha
 (1816-1885), rei consort de Portugal
│ │ │ │ │ │ │ │ │
│ │ │ │ │ │ │ │ └2>Casa de Coburg-Bragança 
 (extinta el 1932)

│ │ │ │ │ │ │ │
│ │ │ │ │ │ │ └1>
Pere II
 (1825-1891), emperador del Brasil
│ │ │ │ │ │ │ X Teresa de Borbó-Sicília (1822-1889) 
│ │ │ │ │ │ │ │
│ │ │ │ │ │ │ ├─>Alfons (1845-1847), príncep imperial
│ │ │ │ │ │ │ │
│ │ │ │ │ │ │ ├─>
Isabel de Bragança (1846-1921), princesa imperial del Brasil

│ │ │ │ │ │ │ │ x 
Gastó d'Orleans
, comte d'Eu, príncep dels francesos
│ │ │ │ │ │ │ │ │
│ │ │ │ │ │ │ │ └─>'
Casa d'Orleans-Bragança 

│ │ │ │ │ │ │ │
│ │ │ │ │ │ │ └─>Pere (1848-1850), príncep impérial
│ │ │ │ │ │ │
│ │ │ │ │ │ ├─>
Miquel I
 (1802-1866), rei de Portugal, en exili des de 1834
│ │ │ │ │ │ │ X Adelaida, princesa de Löwenstein-Wertheim-Rosemberg-Rochefort (1831-1909)
│ │ │ │ │ │ │ │
│ │ │ │ │ │ │ └─>
Miquel (II)
 (1853-1927), duc de Bragança 
│ │ │ │ │ │ │ X 1) Elisabet de Thurn und Taxis (1860-1881)
│ │ │ │ │ │ │ X 2) Maria Teresa, princesa de Löwenstein-Wertheim-Rosemberg-Rochefort (1870-1935)
│ │ │ │ │ │ │ │
│ │ │ │ │ │ │ ├1>Miquel (1878-1923), duc de Viseu, renuncia als seus drets al tron
│ │ │ │ │ │ │ │ X Anita Stewart, americana, creada princesa de Bragança per Francesc Josep I (1886-1977)
│ │ │ │ │ │ │ │ │
│ │ │ │ │ │ │ │ ├─>Joan (1912-1991)
│ │ │ │ │ │ │ │ │ X 1) Winifred Dodge Seyburn (1917-)
│ │ │ │ │ │ │ │ │ X 2) Katherine King
│ │ │ │ │ │ │ │ │ │
│ │ │ │ │ │ │ │ │ └1>Miquel Guillem (1951-)
│ │ │ │ │ │ │ │ │ X Barbara Haliburton Fales (1955-)
│ │ │ │ │ │ │ │ │ │
│ │ │ │ │ │ │ │ │ └─>Miquel Samuel (1986-)
│ │ │ │ │ │ │ │ │
│ │ │ │ │ │ │ │ └─>Miquel (1915-1996)
│ │ │ │ │ │ │ │
│ │ │ │ │ │ │ ├1>Francesc Josep (1879-1919), renuncià als seus drets al tron
│ │ │ │ │ │ │ │
│ │ │ │ │ │ │ └2>
Eduard Nuno
 (1907-1976), duc de Bragança en 1932
│ │ │ │ │ │ │ X 
Maria Francesca
, princesa d'Orleans-Bragança (1914-1968)
│ │ │ │ │ │ │ │
│ │ │ │ │ │ │ ├─>
Eduard Pie
 (
dom Duarte
) (1945-), duc de Bragança des de 1976
│ │ │ │ │ │ │ │ X Isabel Agnès de Castro Curvelo de Herédia (1966-)
│ │ │ │ │ │ │ │ │
│ │ │ │ │ │ │ │ ├─>Alfons (1996-), príncep de Beira, 
duc de Barcelos

│ │ │ │ │ │ │ │ │ 
│ │ │ │ │ │ │ │ ├─>Maria Francesca (1997-), infanta de Portugal
│ │ │ │ │ │ │ │ │
│ │ │ │ │ │ │ │ └─>Dionís (1999-), duc de Porto
│ │ │ │ │ │ │ │
│ │ │ │ │ │ │ ├─>Miquel (1946-), duc de Viseu
│ │ │ │ │ │ │ │
│ │ │ │ │ │ │ └─>Enric (1949-), duc de Coimbra
│ │ │ │ │ │ │
│ │ │ │ │ │ └->Anna de Jesús Maria (1806-1857), Infanta de Portugal
│ │ │ │ │ │ X Nuno José de Mendoça Rolim de Moura Barreto (1804-1875), 2n Marquès i primer duc de Loulé
│ │ │ │ │ │ │ 
│ │ │ │ │ │ └─>
descendència
 : els 
Mendoça
, ducs de Loulé 
│ │ │ │ │ │
│ │ │ │ │ └─>Maria Anna (1768-1788), Infanta de Portugal
│ │ │ │ │ X Gabriel de Borbó (1752-1788), Infant d'Espanya
│ │ │ │ │ │
│ │ │ │ │ └─>
Casa de Borbó-Bragança 
, Infants d'Espanya i de Portugal
│ │ │ │ │ ducs espanyols de Marchena, de Durcal, d'Ansola i d'Hernani 
│ │ │ │ │
│ │ │ │ ├2>Francesc (1691-1742), Infant de Portugal, setè duc de Beja
│ │ │ │ │ & Mariana da Silveira
│ │ │ │ │ │
│ │ │ │ │ ├i>Pere (1725-1741)
│ │ │ │ │ │
│ │ │ │ │ └i>Joan de Bemposta
│ │ │ │ │ X Margarita de Lorena (1713-1780), quarta marquesa i segona duquessa d'Abrantes
│ │ │ │ │
│ │ │ │ ├2>Antoni (1695-1757), Infant de Portugal
│ │ │ │ │
│ │ │ │ ├2>Manel (1697-1766), Infant de Portugal, candidat austríac al tron polonès
│ │ │ │ │
│ │ │ │ └i>Miquel (1699-1724)
│ │ │ │ │
│ │ │ │ └─>
descendència
 : els 
Bragança
, ducs de Lafões
│ │ │ │
│ │ │ └─>Eduard (1569-1627), marquès de Flexilla 
│ │ │ │
│ │ │ └─>
descendència espanyola
 : els 
Alvárez de Toledo y Portugal
, marquesos de Xarandilla i de Flexilla (extinta el 1728)
│ │ │
│ │ ├1>Isabel (1512-1576) 
│ │ │ X Eduard, infant de Portugal, duc de Guimarães (+1540)
│ │ │
│ │ └2>Constantí (1528-1575), 
virrei de l'Índia Portuguesa

│ │
│ └─>Dionís (1481-1516) 
│ │
│ ├─>Isabel de Bragança (1514-1558)
│ │ X 
Teodosi I
 (aabans 1512-1563), duc de Bragança 
│ │
│ └─>
descendència espanyola
 : els 
Portugal y Castro
 (extinta el 1694) 
│
├─>Àlvar (1439-1504)
│ │
│ └─>
descendència
 : els 
Álvares Perei ra de Melo
, ducs de Cadaval
│
└─>Alfons (1441-1483)
│
└─>
descendència
 : comtes de Odemira, de Faro i de Vimioso (extinta el 1790)
```

- Pel seu parentiu amb la dinastia d'Avis, vegeu Genealogia de la dinastia d'Avís